# Bulbophyllum orientale
Bulbophyllum orientale är en orkidéart som beskrevs av Gunnar Seidenfaden. Bulbophyllum orientale ingår i släktet Bulbophyllum och familjen orkidéer. Inga underarter finns listade i Catalogue of Life.